# Sainte-Julienne
Sainte-Julienne är en kommun och tätort (centre de population) i provinsen Québec i Kanada. Den ligger i regionen Lanaudière, i den sydöstra delen av landet, 160 km öster om huvudstaden Ottawa.